# Laubusch

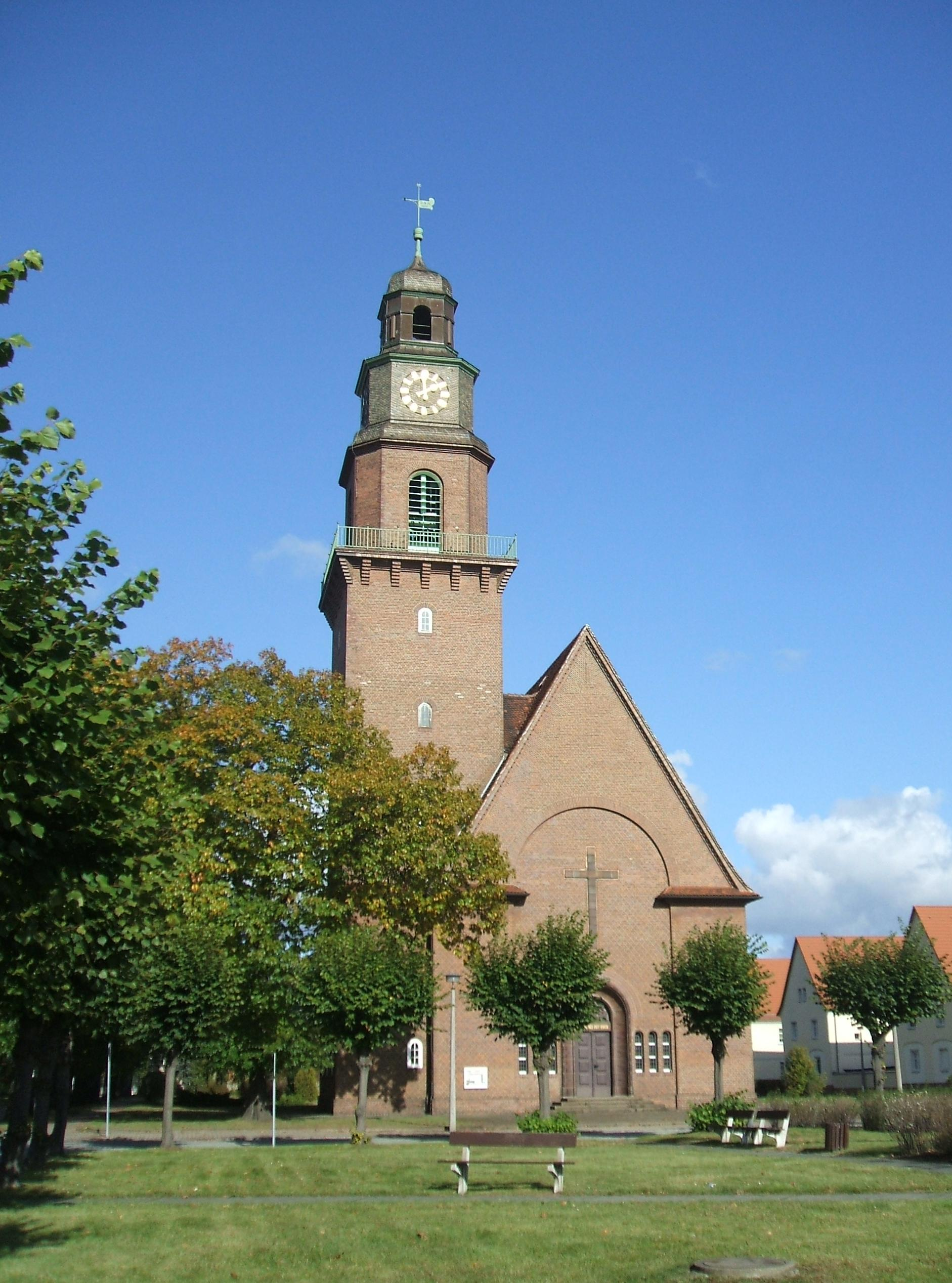
Kirche

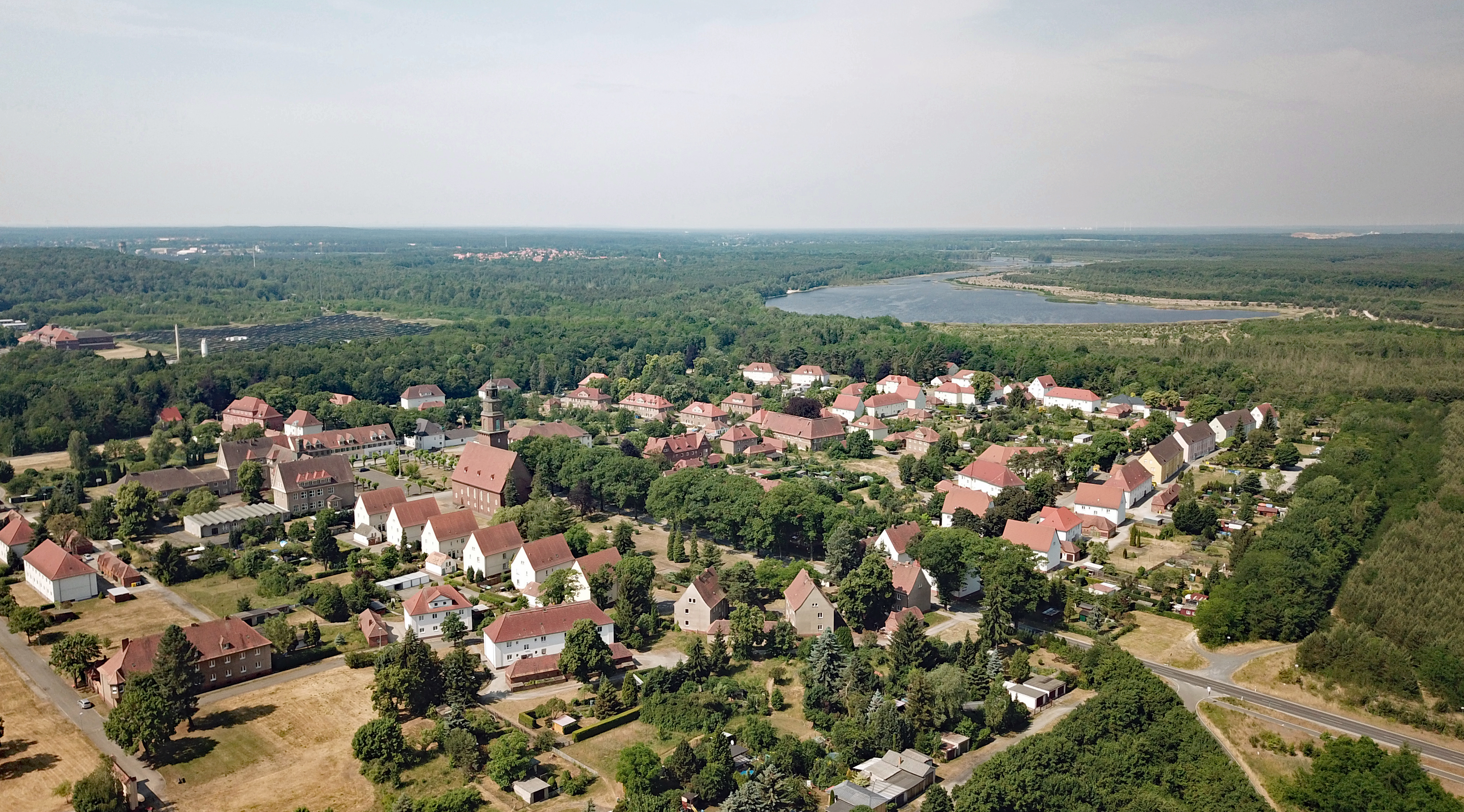
Laubusch Kolonie aus der Luft (Blick Richtung Westen)

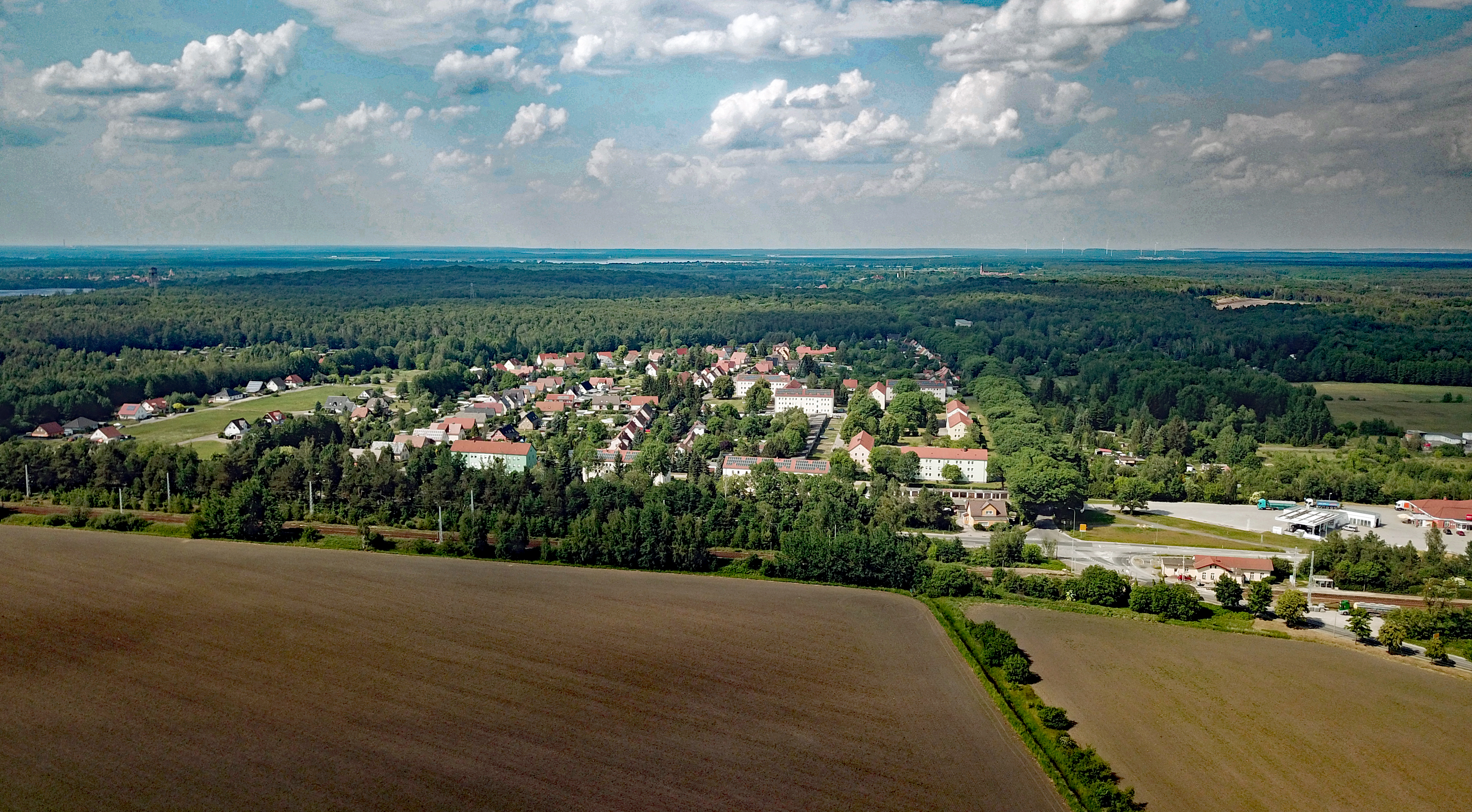
Laubusch Siedlung aus der Luft (Blick Richtung Norden)

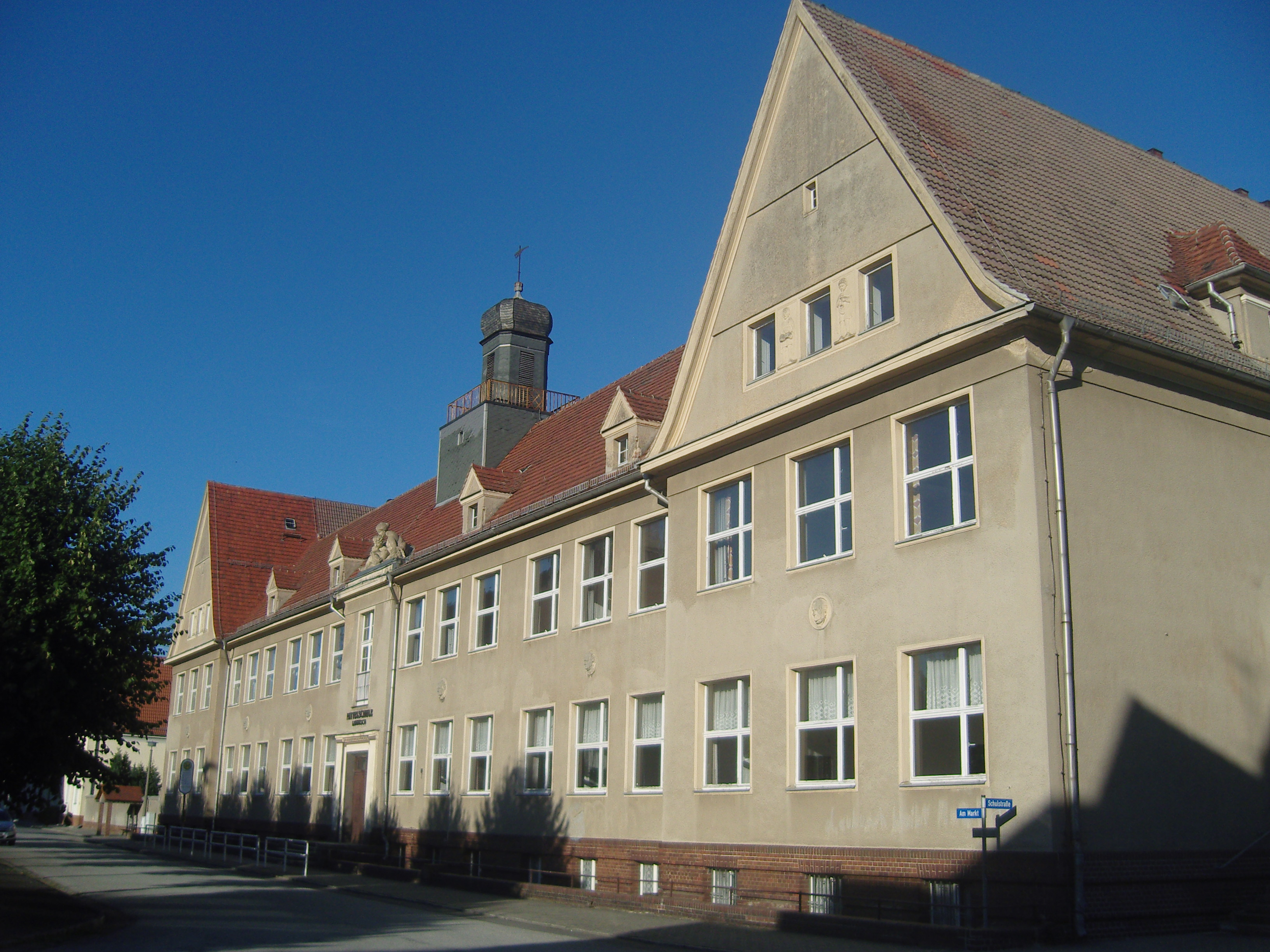
Schulgebäude am Markt (vor der Sanierung im Jahr 2021)

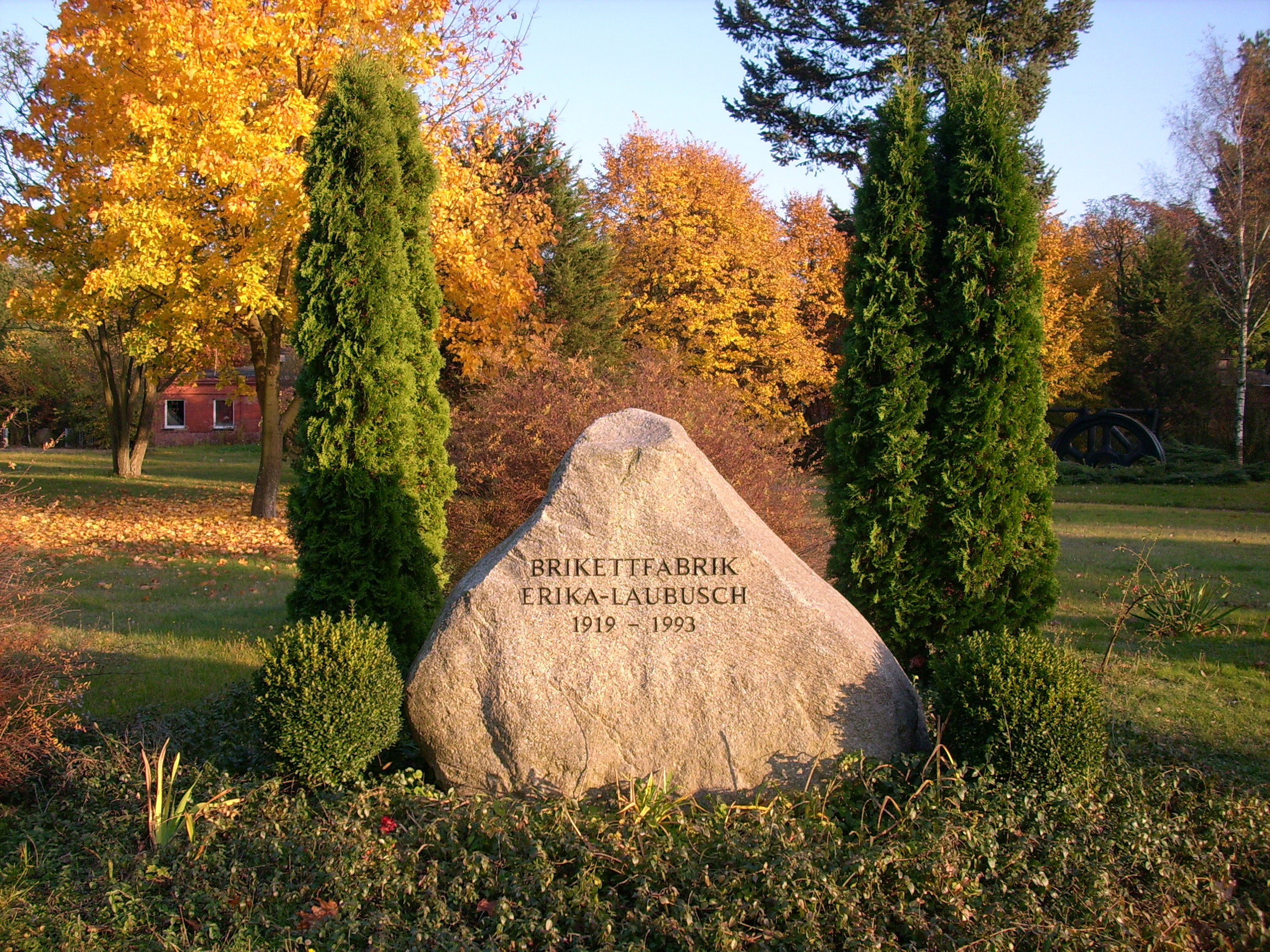
Gedenkstein für die Brikettfabrik Erika-Laubusch (1919–1993)

Laubusch (obersorbisch Lubuš) ist eine Arbeiterkolonie der Ilse Bergbau AG, die seit dem 1. Januar 2001 als Ortsteil zur Stadt Lauta in Sachsen gehört. Ihr ursprünglicher Name ist Kolonie Erika. Nach dem Abbruch des alten sorbischen Dorfes Laubusch im Zuge des Braunkohlenabbaus ging der Ortsname auf die Arbeiter- und Angestelltenkolonie über. 

## Wirtschaftliche Grundlage
Bereits vor 1914 waren die Braunkohlevorkommen in der Nähe des Dorfes Laubusch bekannt. Der Aufschluss wurde jedoch durch den Beginn des Ersten Weltkrieges verhindert. Als mit Kriegsbeginn ein Standort für eine Aluminiumhütte gesucht wurde, fiel die Wahl nicht zuletzt durch die Nähe zu den Kohlenfeldern in Laubusch auf den Bauplatz des Lautawerks. Denn dieser Standort konnte neben einer günstigen Verkehrsanbindung auch eine langjährige Versorgung der Aluminiumhütte mit Braunkohle garantieren. Diese war zwingend, da die Gewinnung von Aluminium aus Bauxit in einem elektrochemischen Verfahren erfolgt, das einen hohen Energieaufwand bedingt. Deshalb wurde mit dem Baubeginn des Lautawerks auch mit dem Aufschluss der Grube Erika bei Laubusch begonnen. Die Braunkohle, die aus der Grube Erika gefördert wurde, versorgte außer dem Lautawerk auch das Kraftwerk Lauta der Elektrowerke AG und die Brikettfabrik Erika der Ilse-Bergbau AG. Die Stilllegung der Brikettfabrik erfolgte Ende 1993, die meisten baulichen Anlagen wurden bis 1997 abgerissen. Einige Baracken sind noch als Ruinen vorhanden.

## Die Siedlung
Begonnen wurde die Kolonie Erika nach Plänen des Ilse-Werksarchitekten Ewald Kleffel zu Beginn der 1920er Jahre. Die  Erweiterung durch den Ortsteil Heimstätten erstreckte sich bis zum Beginn des Zweiten Weltkriegs. 
Kleffel orientiert sich bei der Lösung der immensen Bauaufgabe am Vorbild der Gartenstadt Marga in Brieske. Die Ausführung der ursprünglichen Planung wurde durch die wirtschaftliche Entwicklung in den 1920er Jahren zwar nicht vollständig gestoppt, aber es kam zu einer vereinfachten Lösung. 
Bemerkenswerte Bauten sind insbesondere die Gebäude am Markt mit Gasthaus, Geschäftshaus, Schule und Kirche. Das Schulgebäude, das heute stark überdimensioniert wirkt, dominiert durch seine Breitenwirkung den Markt. Die evangelische Kirche, ein massiv wirkender Klinkerbau, wurde erst kurz vor Beginn des Zweiten Weltkriegs ausgeführt. 
Hinter der Kirche und durch diese vom Markt räumlich getrennt, erstreckt sich ein großer begrünter Platz, der das Motiv eines dörflichen Angers aufnimmt. Im Gegensatz zu dem städtischen Bild des Marktes mit seinen geschlossen wirkenden Fronten, sind die Gebäude des Angers giebelständig und mit großen Abständen zueinander angeordnet.

## Niedergang
Nach dem Ende der DDR und parallel zum wirtschaftlichen Niedergang der Braunkohleindustrie in der Lausitz, begann auch der Niedergang der Kolonie Erika. Die ehemals gut bewohnte Siedlung verlor einen großen Teil ihrer Einwohner, Leerstand dominierte viele Jahre das Ortsbild. Weite Teile der älteren und qualitätvollen Siedlungssubstanz wurden abgerissen.

## Persönlichkeiten
- Günter Usemann (1925–2016), Fußballspieler
- Walter Ibscher (1926–2011), Bildhauer, Grafiker, Medailleur, Restaurator und Kunstpädagoge, lebte und arbeitete seit 1951 in Nürnberg
- Klaus Siebold (1930–1995), Politiker (SED), DDR-Minister für Kohle und Energie
- Wolfgang Torge (* 1931), Geodät, Präsident der Internationalen Assoziation für Geodäsie
- Lothar Wagner (* 1941), Fußballspieler
- Werner Grun (* 1942), Fußballspieler
- Arno Schmidt (* 1945), Politiker (FDP), Bundestagsabgeordneter